# Tovaritch (film)
« Tovaritch » redirige ici.  Pour le voilier, voir Tovarishch.
Pour plus de détails, voir Fiche technique et Distribution.
Tovaritch est un film français écrit et réalisé par Jacques Deval, sorti en 1935, adaptation de sa pièce de théâtre éponyme.

## Synopsis
À Paris en 1930, le général-prince Ouratieff et son épouse la grande-duchesse Tatiana ont fui la révolution russe pour se réfugier en France. Alors que le couple est dépositaire d'une très importante somme d'argent (quatre milliards), remise par le Tsar, somme à laquelle ils refusent de toucher, ils ont choisi, pour subsister, de travailler comme domestiques chez un homme d'affaires, M. Arbeziah. L'homme d'affaires, la Banque de France et l'Union soviétique lorgnent sur leur fortune. Par amour pour la Russie, les Ouratieff finiront par remettre l'argent à un commissaire du peuple soviétique.

## Fiche technique
- Titre : Tovaritch
- Réalisation : Jacques Deval, avec Germain Fried, Jean Tarride, Victor Trivas
- Scénario et dialogue : Jacques Deval d'après sa pièce éponyme
- Musique : Michel Lévine
- Photographie : Robert Lefebvre
- Son : Roger Handjian
- Décors : Lucien Aguettand
- Montage : Henri Rust et Jean Delannoy
- Production : Romain Pinès
- Société de production : Les Films Jacques Deval
- Directeur de production : Léopold Schlosberg
- Distribution : CCFC, Tamasa Films
- Pays d'origine :  France
- Format : Noir et blanc - 1,33:1 - Mono - 35 mm
- Genre : Comédie
- Durée : 100 minutes
- Date de sortie : 
  - France - 3 mai 1935
- Note : remake aux États-Unis en 1937, Cette nuit est notre nuit (Tovarich) réalisé par Anatole Litvak

## Distribution
- André Lefaur : le prince Mikhaïl Ouratieff, général russe émigré à Paris
- Irène de Zilahy : la grande-duchesse Tatiana, son épouse
- André Alerme : M. Arbeziah, homme d'affaires
- Pierre Renoir : Gorotchenko, le commissaire du peuple
- Pierre Palau : l'hôtelier
- Marguerite Deval : Mme Arbeziah, la femme de l'homme d'affaires
- Junie Astor : Augustine, la bonne
- Jean Forest : Georges, fils de l'homme d'affaires
- Germaine Michel : la cuisinière
- Ariane Borg (sous le nom d'Olga Muriel) : Hélène, fille de l'homme d'affaires
- Georges Mauloy : Chauffourier-Dubief, sous-directeur de la Banque de France
- Winna Winfried : Lady Carrigan
- Camille Bert : le comte Breginsky
- Louis-Ferdinand Céline : un figurant
- Gabrielle Calvi
- Fabienne Orfiz
- Laman

## La pièce
La pièce de Jacques Deval a été créée à Paris, le 13 octobre 1933, au théâtre de Paris.[réf. souhaitée]
- André Lefaur : Ouratief
- Elvire Popesco : Tatiana
- Marcel Simon : Arbeziah
- Paul Escoffier : Gorotchenko
- Marcelle Prince : Fernande Arbeziah

## Détail
- Louis-Ferdinand Céline apparaît dans une des premières scènes du film comme figurant. C'est la seule apparition filmée de Céline avant la Seconde Guerre mondiale[1]. Cette scène a été tournée au studio Francœur au 4 rue de Cyrano de Bergerac.